# Roller- und Kleinwagenmuseum Bad Iburg
Das Roller- und Kleinwagenmuseum Bad Iburg war ein Automuseum in Deutschland. Es gibt auch die Schreibweise Roller- und Kleinwagen-Museum Bad Iburg. Das Museum hatte täglich geöffnet.

## Geschichte
Gründerin des Museums in Bad Iburg war die Familie Knäuper. Eröffnet wurde es am 8. April 1984. Vorher hatte das Uhrenmuseum Bad Iburg das Gebäude genutzt. Ausgestellt waren Klein- und Kleinstwagen sowie Motorroller und Mopeds. Jährlich fand ein Treffen für Fahrzeuge dieser Art statt. Zum vierten Treffen am 25. und 26. Juni 1988 erschienen 111 Fahrzeuge.
1998 wurde das Museum wegen gesundheitlicher Probleme des Betreibers Manfred Knäuper aufgelöst. Bruce Weiner übernahm die Fahrzeuge und stellte sie im Bruce Weiner Microcar Museum in Madison, Georgia, Vereinigte Staaten, aus. Als dessen Sammlung 2013 versteigert wurde, kamen einige der Fahrzeuge aus Bad Iburg wieder auf den Markt. Eine andere Quelle sagt, dass Weiner keine Motorroller sammelte; daher gelangte ein Victoria Peggy in die Sammlung von Roller Rollermobile Raritäten in Österreich.

## Ausstellungsgegenstände

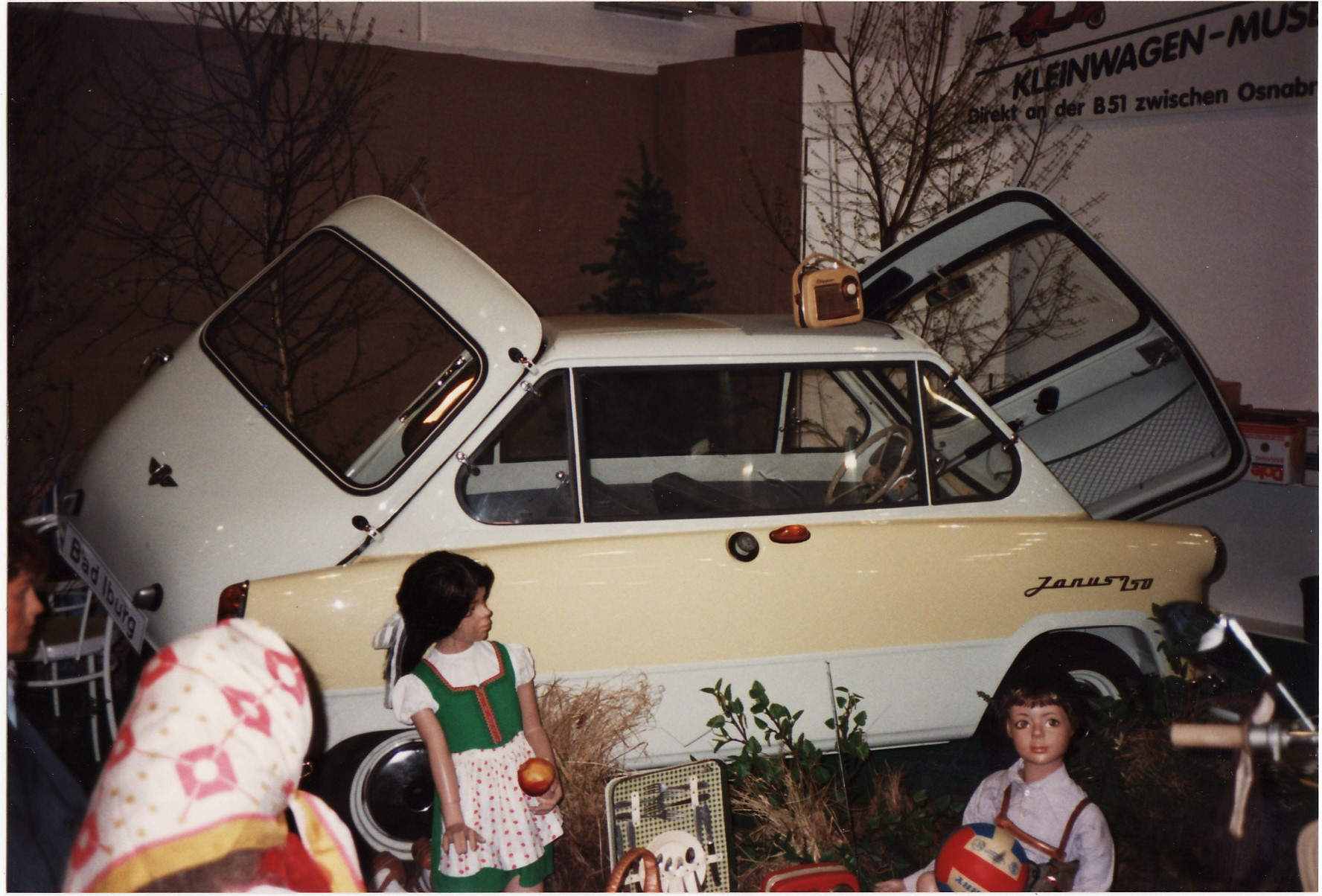
Zündapp Janus

Im Erdgeschoss waren die Pkw ausgestellt und in der oberen Etage die Zweiräder.
Genannt werden Lloyd, Messerschmitt Kabinenroller, BMW Isetta, Mochet, Scootacar sowie verschiedene Heinkel-Roller. Auch ein Kleinschnittger F 125 und ein Berkeley T60 waren ausgestellt. Außerdem nennt eine Quelle Zündapp Janus, Fuldamobil N-2, Spatz, P. Vallée, NSU Prima, Bastert Einspurauto, Capri-Roller und Dürkopp Diana.
Des Weiteren gehörten 4500 Modellautomobile, Kindertretautos, Kaffeemühlen, Fotoapparate, Uhren, Bügeleisen, Werbeplakate und Emailleschilder zur Ausstellung.
Daneben gab es jährliche Sonderschauen.